# Переезд (фильм, 1988)
«Переезд» (англ. Moving) — американская художественная 1988 года, комедия, снятая режиссёром Аланом Меттером.

## Сюжет
Арло Пир — благополучный семьянин, у него любящая жена и несколько суматошные дети — непослушная дочь и два мальчика-близнеца. Живут они в Нью-Джерси. У Арло хорошая работа, он работает инженером в системе общественного транспорта. Всё бы хорошо, но есть и некоторые проблемы, например сосед с гигантской газонокосилкой. Кроме того через время Арло увольняют с работы.
Но он не отчаивается и через время находит хорошее предложение — его специальность требуется на Западе в городе Бойсе штата Айдахо. Но туда надо ехать, и семья поразмыслив решается на переезд. С надеждой на лучшую работу, на лучший дом и на более спокойную жизнь без соседа с его ужасной газонокосилкой.
И вот, хотя с трудом, но вещи всё же упакованы и нанята машина для их перевозки. Во время переезда произошла масса приключений и курьёзов. Наконец-то семья на месте. Но дом оказывается ничем не лучше, чем был у них в Нью-Джерси, а по соседству с ними тоже живёт человек с гигантской газонокосилкой, практически брат-близнец их соседа из Нью-Джерси. Арло через время опять теряет работу. Всё повторяется, всё идёт по кругу…

## В ролях
- Ричард Прайор
- Беверли Тодд
- Стэйси Дэш
- Рафаэль Харрис
- Ишмаиль Харрис
- Рэнди Куэйд
- Дон Франклин
- Дейв Томас — Гэри Маркус